# Diplacaspis prosternalis
Diplacaspis prosternalis är en skalbaggsart som först beskrevs av Schaeffer 1906.  Diplacaspis prosternalis ingår i släktet Diplacaspis och familjen bladbaggar. Inga underarter finns listade i Catalogue of Life.